# Valangin

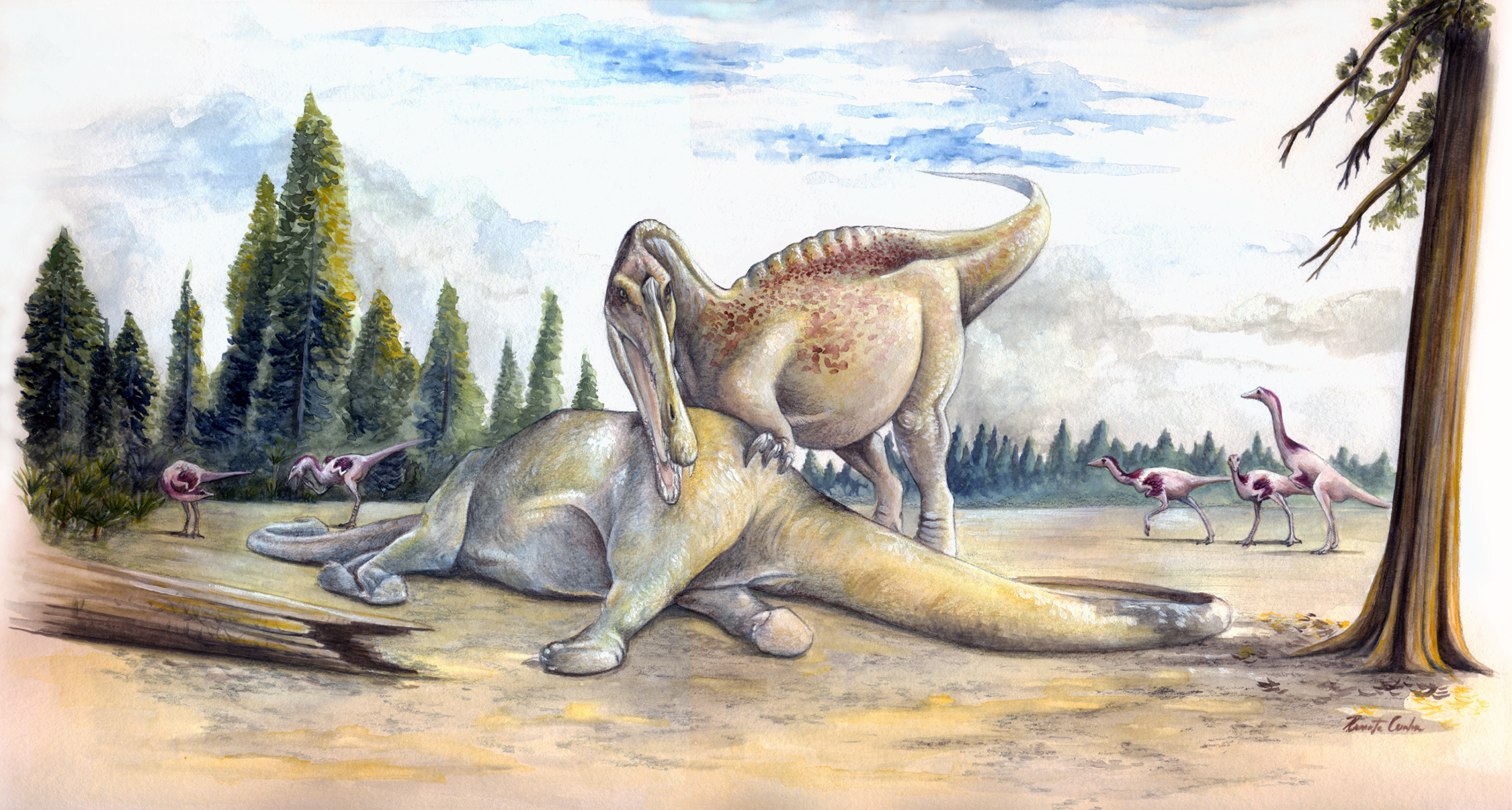
Spinosauridní teropod u těla uloveného ornitomimosaura rodu Kinnareemimus, raná křída na území současného Thajska.

Valangin je druhý ze šesti chronostratigrafických stupňů spodní křídy, který je datován do rozmezí před 139,8 ± 3,0 až 132,9 ± 2,0 Ma (milionů let). Valanginu předcházel berrias a následoval ho hauteriv.

## Definice
Stupeň valangin byl poprvé popsán a pojmenován Édouardem Desorem v roce 1853. Je pojmenován po Valanginu, malé obci severně od Neuchâtelu v pohoří Jura ve Švýcarsku.
Začátek (báze) valanginu je při prvním výskytu calpionellidu druhu Calpionellites darderi na stratigrafické stupnici (sloupci). Konec valanginu (báze hauterivu) je při prvním výskytu amonitu rodu Acanthodiscus. 

## Dělení
Stupeň valangin bývá dále dělen na dva podstupně: spodní a svrchní. Svrchní začíná prvním výskytem amonitu druhu Saynoceras verrucosum.
V oblasti moře Tethys obsahuje valangin pět amonitových biozón.

## Biota
V tomto období pokračuje například vývoj mnoha skupin dinosaurů (například teropod rodu Siamotyrannus) a ptakoještěrů, v mořích jsou kromě plesiosaurů početní také různí krokodýlovití plazi.
V tomto období dochází k menšímu masovému vymírání, známému jako Weissertův event. V době před asi 135,5 až 133,5 miliony let dochází k anoxické události v oceánech, způsobené patrně masivní výlevnou vulkanickou činností na území Jižní Ameriky.